# Gaszowice
Gaszowice è un comune rurale polacco del distretto di Rybnik, nel voivodato della Slesia.
Ricopre una superficie di 19,54 km² e nel 2006 contava 8 744 abitanti.